# Led Astray (film 1909)
Led Astray è un cortometraggio muto del 1909 diretto da Van Dyke Brooke.

## Produzione
Il film fu prodotto dalla Vitagraph Company of America.

## Distribuzione
Distribuito dalla Vitagraph Company of America, il film - un cortometraggio di 172 metri - uscì nelle sale cinematografiche statunitensi il 6 luglio 1909.
Nelle proiezioni, veniva programmato con il sistema dello split reel, accorpato in un'unica bobina con un altro cortometraggio prodotto dalla Vitagraph, il drammatico The Dramatist's Dream.